# 小林春吉商店
株式会社小林春吉商店（こばやしはるきちしょうてん）は、兵庫県神戸市の灘五郷に拠点を置く酒粕の専門会社。

## 沿革
- 1933年（昭和8年） - 創業。[1]

## 外部サイト
- 公式サイト